# Serie B 2005-2006 (calcio femminile)
L'edizione 2005-2006 è stata la trentasettesima edizione del campionato di Serie B femminile italiana di calcio.

## Stagione
Il C.F. Villaputzu e l'A.C.F. Pro Bergamo Femminile (che ha poi cambiato denominazione in A.C.F. Brescia Femminile) sono state ammesse in Serie A2 a completamento organico.
Variazioni prima dell'inizio del campionato:
cambi di denominazione:
- da "Atletico Pisa 2003" a "Pisa Calcio Femminile",
- da "Femminile Carrara" a "U.S. Sarzanese C.F.",
- da "A.C.F. Dinamo Ravenna" (di Russi) ad "A.C.F.D. Dinamo Ravenna" (di Ravenna),
- da "A.C.F. Graphistudio Campagna" ad "A.C.F.D. Graphistudio Campagna",
- da "Autolelli Picenum C.F." a "Picenum C.F.",
- da "Pol. Femminile Rimeco Italia" ad "A.P.D. E.D.P. Jesina Femminile",
- da "A.S.D. A.C.F. Atletico Lecce" ad "A.S.D. Domoconfort Lecce";
- da "A.S. Sport Femminile Napoli" ad "A.C.F. Sport Napoli";

fusioni:
- "F.C. Villacidro" e "U.S. Villamar C.F." fusesi in "A.S.D. F.C. Villacidro";

nuova affiliazione:
- F.C.D. Real Canavese Chivasso Femm. da scissione dalla U.R.S. La Chivasso;

rinunce:
- Nuova A.C.F. Lugo[3],
- Pol. San Marco[3],
- A.S.D. Piossasco,
- A.C. Romagnano.

### Formula
Vi hanno partecipato 69 squadre divise in sei gironi. Il regolamento prevede che la vincitrice di ogni girone venga promossa in Serie A2, mentre le ultime tre classificate vengono relegate ai rispettivi campionati regionali di Serie C.

## Girone A

### Squadre partecipanti
| Club                                | Città            | Stagione 2004-2005    |
| ----------------------------------- | ---------------- | --------------------- |
| G.S.F. Femminile A.Cocco            | Benetutti        | in Serie C Sardegna   |
| S.S. Genoa C.F.                     | Genova           | in Serie C Liguria    |
| F.C. Femminile Juventus 1978        | Torino           | 4º posto in Serie B/A |
| A.C.F. Levante Chiavari 1989        | Chiavari         | 6º posto in Serie B/A |
| A.C.F. Livorno                      | Livorno          | 4º posto in Serie B/C |
| A.S. Multedo 1930                   | Genova Multedo   | in Serie C Liguria    |
| Pisa C.F.                           | Pisa             | 2º posto in Serie B/C |
| A.C.F. Quart Le Violette            | Quart            | 7º posto in Serie B/A |
| F.C.D. Real Canavese Chivasso Femm. | Torino           | 8º posto in Serie B/A |
| U.S. Sarzanese C.F.                 | Sarzana          | 9º posto in Serie B/A |
| A.C.D. Settimo                      | Settimo Torinese | in Serie C Piemonte   |
| G.S.F. Spezia                       | La Spezia        | 3º posto in Serie B/A |

### Classifica finale
|  | Pos. | Squadra                | Pt | G  | V  | N | P  | GF | GS | DR  |
|  | ---- | ---------------------- | -- | -- | -- | - | -- | -- | -- | --- |
|  | 1.   | Pisa                   | 57 | 22 | 19 | 0 | 3  | 82 | 19 | +63 |
|  | 2.   | Livorno                | 48 | 22 | 15 | 3 | 4  | 70 | 27 | +43 |
|  | 3.   | Levante Chiavari 1989  | 46 | 22 | 14 | 4 | 4  | 45 | 19 | +26 |
|  | 4.   | Quart Le Violette      | 40 | 22 | 11 | 7 | 4  | 48 | 24 | +24 |
|  | 5.   | Multedo 1930           | 39 | 22 | 12 | 3 | 7  | 41 | 27 | +14 |
|  | 6.   | Juventus Torino        | 33 | 22 | 10 | 3 | 9  | 44 | 36 | +8  |
|  | 7.   | Spezia                 | 26 | 22 | 7  | 5 | 10 | 31 | 36 | -5  |
|  | 8.   | Settimo                | 25 | 22 | 6  | 7 | 9  | 37 | 43 | -6  |
|  | 8.   | Sarzanese              | 25 | 22 | 7  | 4 | 11 | 33 | 45 | -12 |
|  | 10.  | Real Canavese Chivasso | 22 | 22 | 6  | 4 | 12 | 32 | 63 | -31 |
|  | 11.  | Genoa                  | 7  | 22 | 1  | 4 | 17 | 18 | 76 | -58 |
|  | 12.  | Femminile A.Cocco      | 5  | 22 | 1  | 2 | 19 | 18 | 84 | -66 |

Legenda:
      Promossa in Serie A2
      Retrocessa in Serie C
Note:
Tre punti a vittoria, uno a pareggio, zero a sconfitta.

## Girone B

### Squadre partecipanti
| Club                     | Città                 | Stagione 2004-2005             |
| ------------------------ | --------------------- | ------------------------------ |
| A.C.F. Aurora Bergamo    | Pantigliate           | 6º posto in Serie B/C          |
| U.S. Clarentia           | Trento                | 11º posto in Serie B/B         |
| Pol. Fortitudo Mozzecane | Villafranca di Verona | 8º posto in Serie B/B          |
| Pol. Il Cervo            | Collecchio            | in Serie C Emilia-Romagna      |
| A.C. Montale 2000 A.S.D. | Montale Rangone       | 12º posto in Serie A2/A        |
| F.C.F. Mozzanica         | Mozzanica             | 1º posto in Serie C Lombardia  |
| A.C.D. Real Ronzani      | Vicenza               | 6º posto in Serie B/B          |
| A.S.D.C. Scledum 93      | Schio                 | in Serie C Veneto              |
| A.S. Sulcis              | Sant'Anna Arresi      | 12º posto in Serie B/C         |
| Vicenza C.F.             | Vicenza               | 11º posto in Serie A2/B        |
| S.V. Vintl               | Vintl/Vandoies        | in Serie C Trentino/Alto Adige |

### Classifica finale
|  | Pos. | Squadra             | Pt | G  | V  | N | P  | GF | GS | DR  |
|  | ---- | ------------------- | -- | -- | -- | - | -- | -- | -- | --- |
|  | 1.   | Aurora Bergamo      | 45 | 20 | 14 | 3 | 3  | 48 | 21 | +27 |
|  | 2.   | Mozzanica           | 41 | 20 | 12 | 5 | 3  | 46 | 18 | +28 |
|  | 3.   | Real Ronzani        | 37 | 20 | 12 | 1 | 7  | 46 | 29 | +17 |
|  | 3.   | Scledum 93          | 37 | 20 | 12 | 1 | 7  | 43 | 31 | +12 |
|  | 5.   | Vintl               | 34 | 20 | 10 | 4 | 6  | 32 | 20 | +12 |
|  | 6.   | Montale 2000        | 24 | 20 | 6  | 6 | 8  | 37 | 33 | +4  |
|  | 6.   | Vicenza             | 24 | 20 | 7  | 3 | 10 | 33 | 44 | -11 |
|  | 8.   | Fortitudo Mozzecane | 21 | 20 | 5  | 6 | 9  | 17 | 27 | -10 |
|  | 9.   | Il Cervo            | 21 | 20 | 6  | 3 | 11 | 28 | 35 | -7  |
|  | 10.  | Clarentia           | 19 | 20 | 5  | 4 | 11 | 30 | 42 | -12 |
|  | 11.  | Sulcis              | 8  | 20 | 2  | 2 | 16 | 15 | 75 | -60 |

Legenda:
      Promossa in Serie A2
      Retrocessa in Serie C
Note:
Tre punti a vittoria, uno a pareggio, zero a sconfitta.

### Spareggio salvezza
Avendo concluso a pari punti, l'Ariete e l'Atletico Ortona 2004 hanno disputato uno spareggio salvezza, vinto dall'Ariete dopo i tiri di rigore.
|          | Risultati |                     | Luogo e data                               |
| -------- | --------- | ------------------- | ------------------------------------------ |
| Il Cervo | 0 - 2     | Fortitudo Mozzecane | Bancole di Porto Mantovano, 28 maggio 2006 |
|          |           |                     |                                            |

## Girone C

### Squadre partecipanti
| Club                           | Città                | Stagione 2004-2005                        |
| ------------------------------ | -------------------- | ----------------------------------------- |
| A.S.D. C.F. Alghero            | Alghero              | 10º posto in Serie B/B                    |
| G.S. Barcon                    | Barcon di Vedelago   | 3º posto in Serie B/B                     |
| G.S. C.F. Caprera              | La Maddalena         | 8º posto in Serie B/C                     |
| A.C.F.D. Dinamo Ravenna        | Ravenna              | 5º posto in Serie B/C                     |
| A.S.D. Gordige Calcio Ragazze  | Cavarzere            | 5º posto in Serie B/B                     |
| A.C.F.D. Graphistudio Campagna | Maniago              | 1º posto in Serie C Friuli-Venezia Giulia |
| A.S.D. Laghi                   | Tezze sul Brenta     | 9º posto in Serie B/B                     |
| A.C.F. Libertas Pasiano A.S.D. | Pasiano di Pordenone | 7º posto in Serie B/B                     |
| A.C. Femminile Mestre 1999     | Mestre               | in Serie C Veneto                         |
| A.S.D. Primizie Paris Belluno  | Belluno              | in Serie C Veneto                         |
| U.S.C.F. Vittorio Veneto       | Vittorio Veneto      | 12º posto in Serie B/B                    |

### Classifica finale
|  | Pos. | Squadra                | Pt | G  | V  | N | P  | GF | GS | DR  |
|  | ---- | ---------------------- | -- | -- | -- | - | -- | -- | -- | --- |
|  | 1.   | Barcon                 | 48 | 20 | 15 | 3 | 2  | 45 | 15 | +30 |
|  | 2.   | Dinamo Ravenna         | 45 | 20 | 13 | 6 | 1  | 57 | 18 | +39 |
|  | 3.   | Primizie Paris Belluno | 37 | 20 | 11 | 4 | 5  | 46 | 28 | +18 |
|  | 3.   | Laghi                  | 37 | 20 | 11 | 4 | 5  | 41 | 28 | +13 |
|  | 5.   | Alghero                | 28 | 20 | 8  | 4 | 8  | 31 | 29 | +2  |
|  | 6.   | Graph. Campagna        | 27 | 20 | 8  | 3 | 9  | 38 | 34 | +4  |
|  | 7.   | Mestre 1999            | 22 | 20 | 6  | 4 | 10 | 35 | 46 | -11 |
|  | 8.   | Gordige                | 21 | 20 | 5  | 6 | 9  | 28 | 34 | -6  |
|  | 9.   | Libertas Pasiano       | 18 | 20 | 4  | 6 | 10 | 16 | 28 | -12 |
|  | 10.  | Caprera                | 15 | 20 | 4  | 3 | 13 | 35 | 66 | -31 |
|  | 11.  | Vittorio Veneto        | 9  | 20 | 2  | 3 | 15 | 18 | 64 | -46 |

Legenda:
      Promossa in Serie A2
      Retrocessa in Serie C
Note:
Tre punti a vittoria, uno a pareggio, zero a sconfitta.
La Dinamo Ravenna è stata successivamente ripescata in Serie A2.

## Girone D

### Squadre partecipanti
| Club                           | Città                  | Stagione 2004-2005        |
| ------------------------------ | ---------------------- | ------------------------- |
| A.C.S. Football Cagliari       | Cagliari               | 10º posto in Serie B/A    |
| A.S.D. Castelvecchio           | Savignano sul Rubicone | 7º posto in Serie B/D     |
| A.S.D. Cervia 1920             | Cervia                 | 10º posto in Serie A2/B   |
| A.P.D. E.D.P. Jesina Femminile | Jesi                   | 2º posto in Serie B/D     |
| Pol. Julia Spello              | Spello                 | in Serie C Umbria         |
| A.S.D. Multimarche Sanseverino | Montecassiano          | 9º posto in Serie B/D     |
| A.C. Olimpia Forlì Dilettanti  | Forlì                  | in Serie C Emilia-Romagna |
| Picenum C.F.                   | Castel di Lama         | in Serie C Marche         |
| A.C.F. Rovezzano 90            | Firenze                | in Serie C Toscana        |
| A.S. Valdarno C.F.             | Castelfranco di Sotto  | 9º posto in Serie B/C     |
| A.S.D. F.C. Villacidro         | Villacidro             | 4º posto in Serie B/B     |
| A.C.D.F. Virtus Torre Pedrera  | Rimini                 | 10º posto in Serie B/C    |

### Classifica finale
|  | Pos. | Squadra                 | Pt | G  | V  | N | P  | GF | GS | DR  |
|  | ---- | ----------------------- | -- | -- | -- | - | -- | -- | -- | --- |
|  | 1.   | Rovezzano 90            | 58 | 22 | 19 | 1 | 2  | 65 | 22 | +43 |
|  | 2.   | Cervia                  | 56 | 22 | 18 | 2 | 2  | 68 | 24 | +44 |
|  | 3.   | L.F. Jesina             | 42 | 22 | 13 | 3 | 6  | 54 | 31 | +23 |
|  | 4.   | Villacidro              | 40 | 22 | 12 | 4 | 6  | 63 | 25 | +38 |
|  | 5.   | Castelvecchio           | 34 | 22 | 10 | 4 | 8  | 50 | 41 | +9  |
|  | 6.   | Multimarche Sanseverino | 29 | 22 | 9  | 2 | 11 | 43 | 52 | -9  |
|  | 7.   | Picenum                 | 28 | 22 | 7  | 7 | 8  | 34 | 34 | 0   |
|  | 7.   | Virtus Torre Pedrera    | 28 | 22 | 8  | 4 | 10 | 27 | 35 | -8  |
|  | 9.   | Julia Spello            | 24 | 22 | 7  | 3 | 12 | 34 | 47 | -13 |
|  | 10.  | Valdarno                | 18 | 22 | 5  | 3 | 14 | 23 | 55 | -32 |
|  | 11.  | Olimpia Forlì           | 15 | 22 | 4  | 3 | 15 | 35 | 58 | -23 |
|  | 12.  | Football Cagliari       | 6  | 22 | 2  | 0 | 20 | 22 | 94 | -72 |

Legenda:
      Promossa in Serie A2
      Retrocessa in Serie C
Note:
Tre punti a vittoria, uno a pareggio, zero a sconfitta.

## Girone E

### Squadre partecipanti
| Club                         | Città              | Stagione 2004-2005     |
| ---------------------------- | ------------------ | ---------------------- |
| A.S.D. Ariete C.F.           | Cepagatti          | in Serie C Abruzzo     |
| A.C. Femminile Barletta      | Barletta           | 6º posto in Serie B/D  |
| A.C.D. Femminile Campobasso  | Campobasso         | 10º posto in Serie B/D |
| A.S.D. Cavaliere Matera      | Matera             | in Serie C             |
| A.S.D. Domoconfort Lecce     | Cavallino          | 8º posto in Serie B/D  |
| S.S. Futsal Fabriano A.S.D.  | Fabriano           | in Serie C Marche      |
| A.C.F. International Taranto | Taranto            | in Serie C Puglia      |
| A.S. Atletic Montaquila      | Montaquila         | in Serie C             |
| Nuova Bari C.F.              | Bari               | 3º posto in Serie B/D  |
| A.C.F. Porto Sant'Elpidio    | Porto Sant'Elpidio | 11º posto in Serie B/D |
| A.S. Queen Pescara Femminile | Pescara            | 5º posto in Serie B/D  |
| A.C. San Gregorio Femminile  | L'Aquila           | 3º posto in Serie B/D  |

### Classifica finale
|  | Pos. | Squadra               | Pt | G  | V  | N | P  | GF | GS | DR  |
|  | ---- | --------------------- | -- | -- | -- | - | -- | -- | -- | --- |
|  | 1.   | Nuova Bari            | 55 | 22 | 18 | 1 | 3  | 72 | 17 | +55 |
|  | 2.   | Domoconfort Lecce     | 46 | 22 | 14 | 4 | 4  | 49 | 22 | +27 |
|  | 3.   | San Gregorio          | 43 | 22 | 13 | 4 | 5  | 58 | 28 | +30 |
|  | 4.   | Ariete                | 34 | 22 | 10 | 4 | 8  | 45 | 36 | +9  |
|  | 5.   | Futsal Fabriano       | 32 | 22 | 9  | 5 | 8  | 64 | 59 | +5  |
|  | 5.   | Campobasso            | 32 | 22 | 10 | 2 | 10 | 52 | 53 | -1  |
|  | 5.   | Barletta              | 32 | 22 | 9  | 5 | 8  | 35 | 38 | -3  |
|  | 8.   | Queen Pescara (-1)    | 26 | 22 | 7  | 6 | 9  | 35 | 46 | -11 |
|  | 9.   | Porto Sant'Elpidio    | 23 | 22 | 7  | 2 | 13 | 33 | 58 | -25 |
|  | 10.  | Cavaliere Matera      | 19 | 22 | 5  | 4 | 13 | 30 | 48 | -18 |
|  | 11.  | International Taranto | 17 | 22 | 5  | 2 | 15 | 33 | 79 | -46 |
|  | 12.  | Atletic Montaquila    | 13 | 22 | 2  | 7 | 13 | 34 | 56 | -22 |

Legenda:
      Promossa in Serie A2
      Retrocessa in Serie C
Note:
Tre punti a vittoria, uno a pareggio, zero a sconfitta.
Il Queen Pescara ha scontato 1 punto di penalizzazione per una rinuncia.

## Girone F

### Squadre partecipanti
| Club                       | Città               | Stagione 2004-2005           |
| -------------------------- | ------------------- | ---------------------------- |
| A.S. Calciosmania          | Napoli              | 1º posto in Serie C Campania |
| C.F. C.U.S. Cosenza        | Cosenza             | 8º posto in Serie B/E        |
| A.C.D. Guidonia Femminile  | Guidonia Montecelio | in Serie C Lazio             |
| C.F. Marsala               | Marsala             | 4º posto in Serie B/E        |
| A.C.F. Sport Napoli        | Napoli              | in Serie C Campania          |
| Pol. Olimpica Corigliano   | Corigliano Calabro  | 2º posto in Serie B/E        |
| Pol. Pro Reggina 97        | Reggio Calabria     | 6º posto in Serie B/E        |
| G.S. Roma C.F.             | Roma                | 12º posto in Serie A2/B      |
| A.C. Salernitana Femminile | Salerno             | 3º posto in Serie B/E        |
| S.S. Femminile Torregrotta | Torregrotta         | in Serie C Sicilia           |
| A.C. Unione delle Valli    | Fagnano Castello    | 9º posto in Serie B/E        |

### Classifica finale
|  | Pos. | Squadra                  | Pt | G  | V  | N | P  | GF | GS | DR  |
|  | ---- | ------------------------ | -- | -- | -- | - | -- | -- | -- | --- |
|  | 1.   | Sport Napoli             | 49 | 20 | 15 | 4 | 1  | 46 | 15 | +31 |
|  | 2.   | CUS Cosenza              | 45 | 20 | 14 | 3 | 3  | 67 | 29 | +38 |
|  | 3.   | Salernitana              | 41 | 20 | 12 | 5 | 3  | 43 | 18 | +25 |
|  | 4.   | Roma CF                  | 39 | 20 | 12 | 3 | 5  | 43 | 28 | +15 |
|  | 5.   | Pro Reggina 97           | 33 | 20 | 10 | 3 | 7  | 35 | 29 | +6  |
|  | 6.   | Calciosmania             | 27 | 20 | 9  | 0 | 11 | 32 | 35 | -3  |
|  | 7.   | Guidonia                 | 21 | 20 | 6  | 3 | 11 | 31 | 51 | -20 |
|  | 8.   | Marsala                  | 20 | 20 | 5  | 5 | 10 | 35 | 45 | -10 |
|  | 9.   | Torregrotta              | 19 | 20 | 5  | 4 | 11 | 20 | 34 | -14 |
|  | 10.  | Unione delle Valli       | 16 | 20 | 5  | 1 | 14 | 22 | 41 | -19 |
|  | 11.  | Olimpica Corigliano (-1) | 2  | 20 | 0  | 3 | 17 | 12 | 61 | -49 |

Legenda:
      Promossa in Serie A2
      Retrocessa in Serie C
Note:
Tre punti a vittoria, uno a pareggio, zero a sconfitta.
L'Olimpica Corigliano ha scontato 1 punto di penalizzazione per una rinuncia.

## Verdetti finali
- Pisa, Aurora Bergamo, Barcon, Rovezzano 90, Nuova Bari e Sport Napoli promossa in Serie A2.
- Real Canavese Chivasso, Genoa,Femminile A.Cocco, Il Cervo, Clarentia, Sulcis, Libertas Pasiano, Caprera, Vittorio Veneto, Valdarno, Olimpia Forlì, Cagliari, Cavaliere Matera, International Taranto, Atletic Montaquila, Torregrotta, Unione delle Valli e Olimpica Corigliano retrocesse nei rispettivi campionati regionali di Serie C.